# Vlaštovičky
Vlaštovičky (německy Wlastowitz, polsky Własztowiczki) jsou vesnice, evidenční část a zároveň městská část statutárního města Opavy. Samotné Vlaštovičky se nachází v moravské enklávě ve Slezsku. Součástí evidenční a městské části je i slezská vesnice Jarkovice, která má samostatné katastrální území a jejíž zástavba tvoří samostatný urbanistický celek. Celá městská část má rozlohu 610,52 hektarů.

## Název
Zdrobnělá podoba Vlaštovičky je doložena od počátku 15. století, starší písemné doklady mají podobu Vlastovice, která byla odvozena od osobního jména Vlasta, což byla domácká podoba některého jména začínajícího na Vlasti-, např. Vlastiboj, Vlastislav, Vlastiměř. Výchozí tvar Vlastovici byl pojmenováním obyvatel vsi a znamenal "Vlastovi lidé". Spojování se jménem vlaštovky (hovorově laštovky) je staré (doklady z 15. století).

## Historie
První písemná zmínka o Vlaštovičkách pochází z roku 1230. Rozhodnutím jednotného národního výboru v Opavě ze dne 29. ledna 1951 byla k 20. únoru 1951 k Vlaštovičkám připojena tehdejší obec Jarkovice. K Opavě bylo území městské části připojeno k 1. lednu 1976 a od téhož data tvoří obě vesnice společnou evidenční část obce.
Na území vlastního historického Slezska leží Jarkovice a okrajová severní část katastrálního území Vlaštovičky, zatímco zbytek katastrálního území a celá původní zástavba Vlaštoviček tvořila jednu z moravských enkláv.

## Galerie

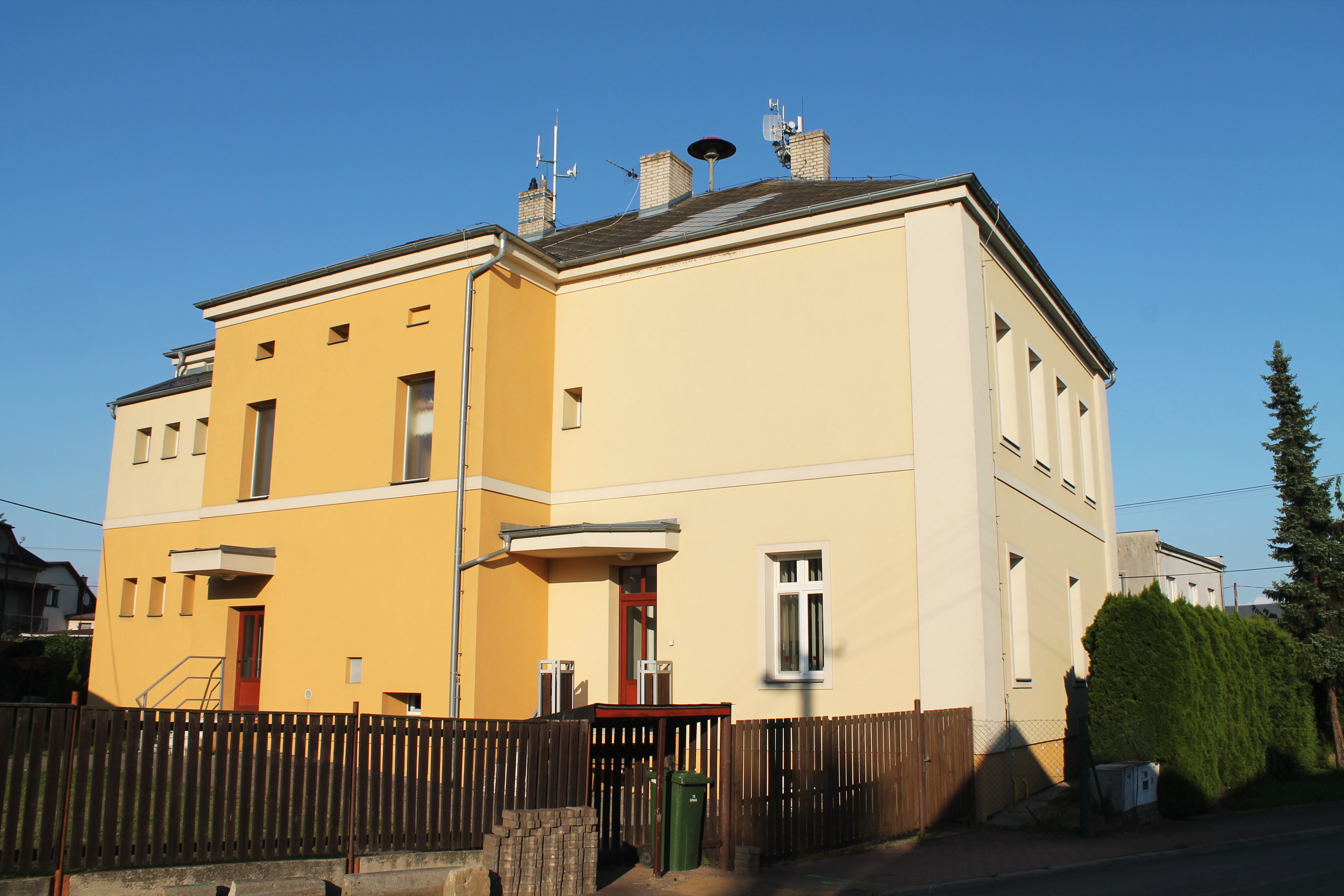
Mateřská škola
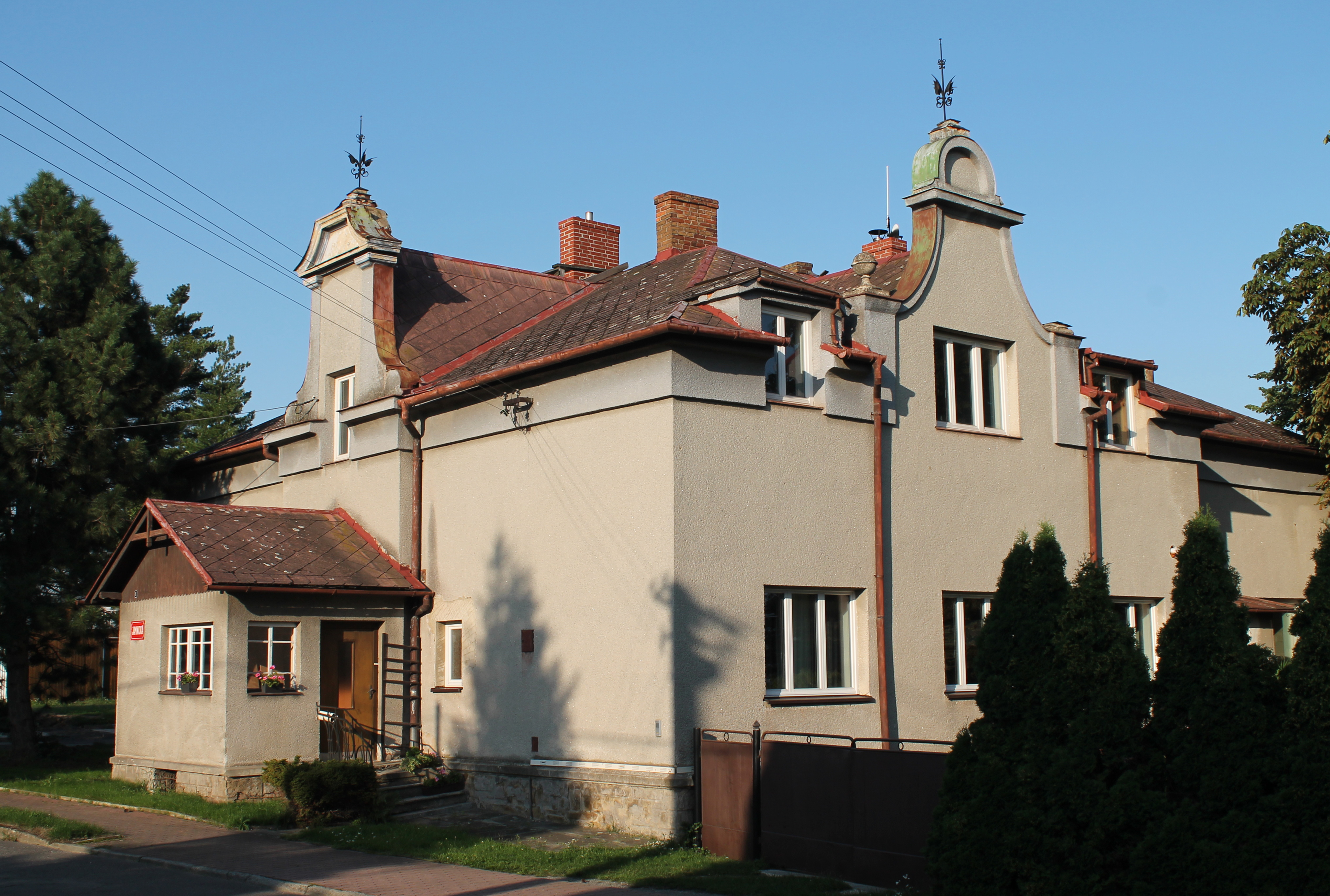
Dům Jamnická 1
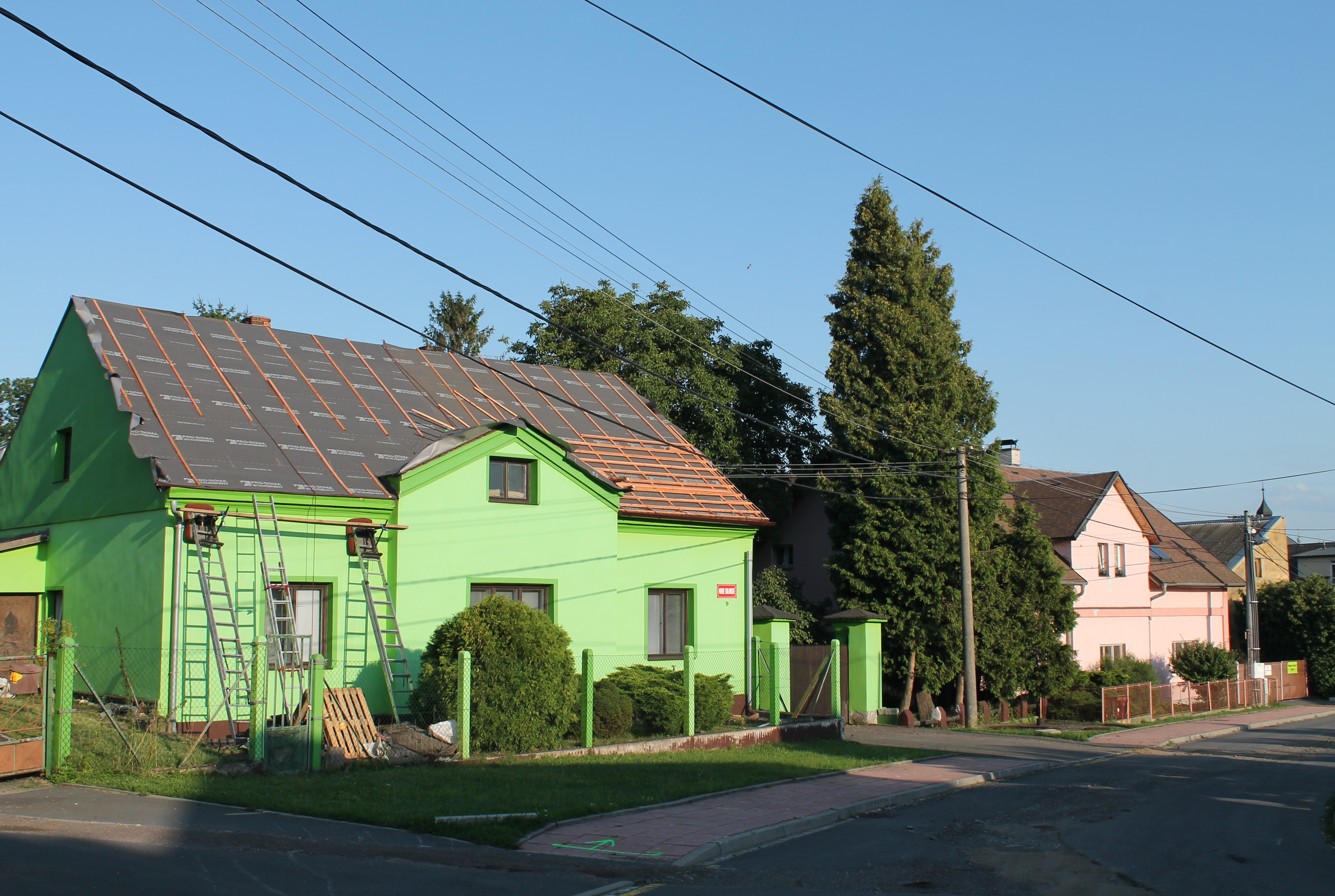
Ulice Marie Dolanské
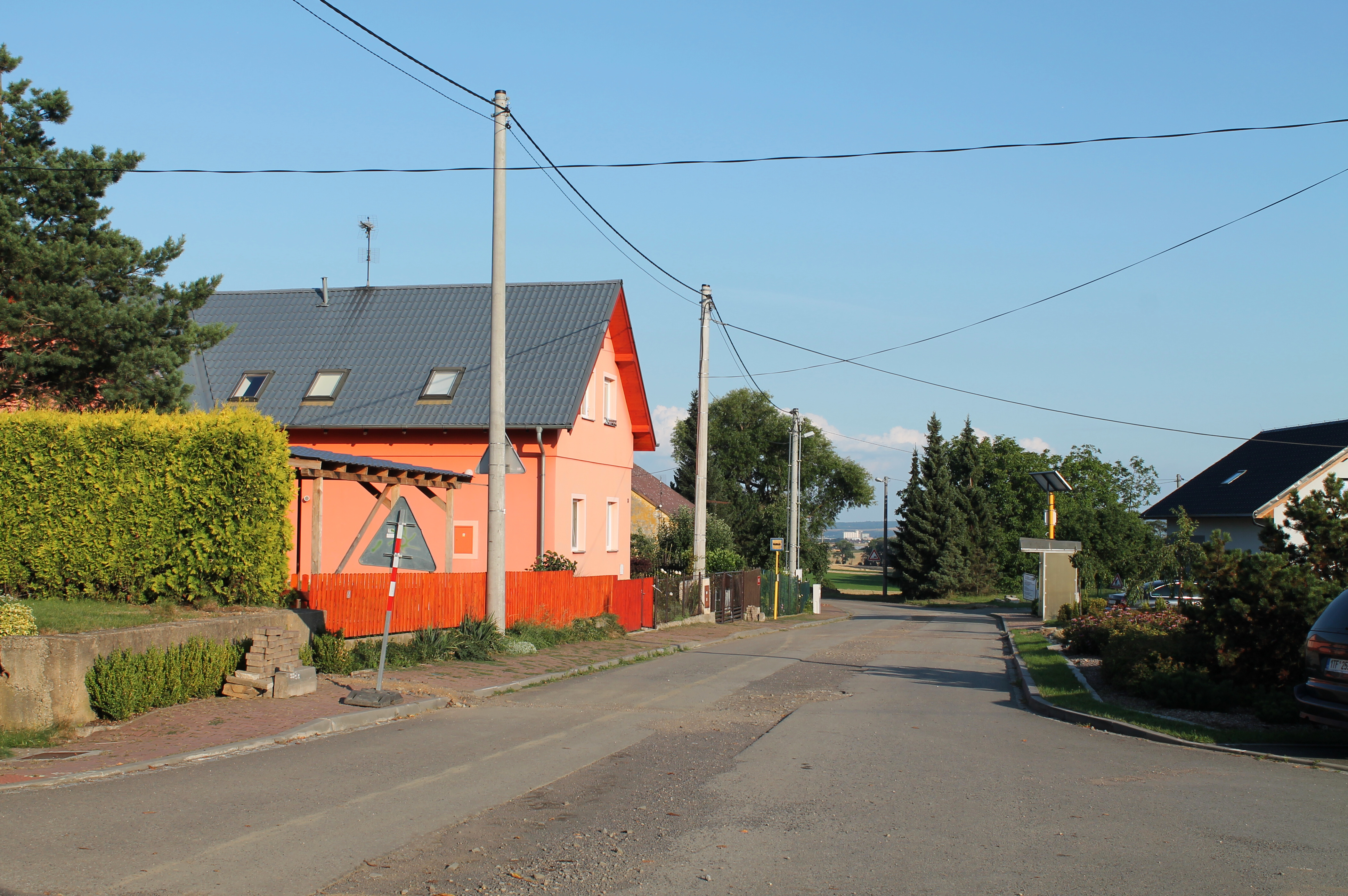
Ulice U Pikule
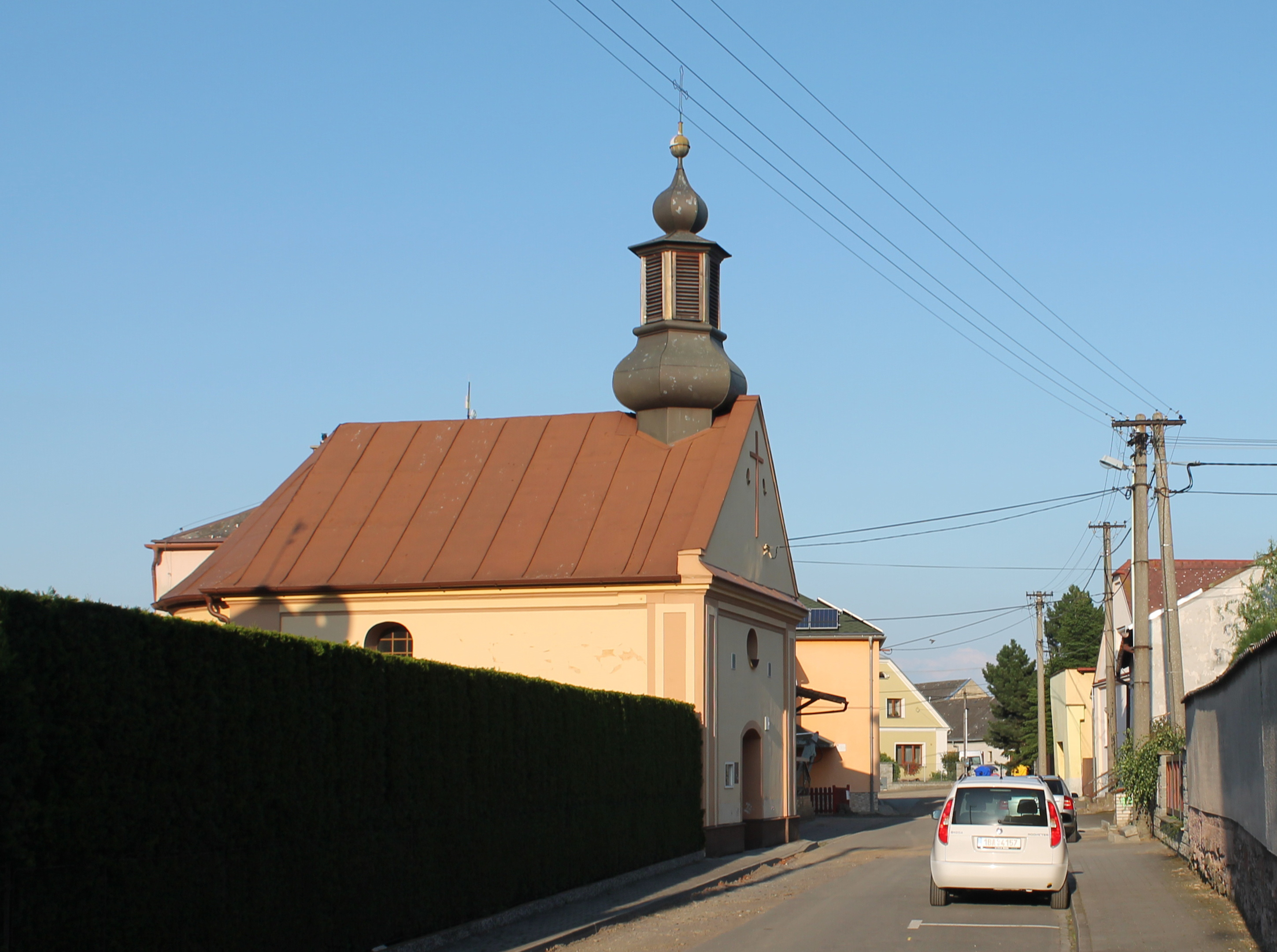
Kaple svatého Jana Nepomuckého v Jarkovicích
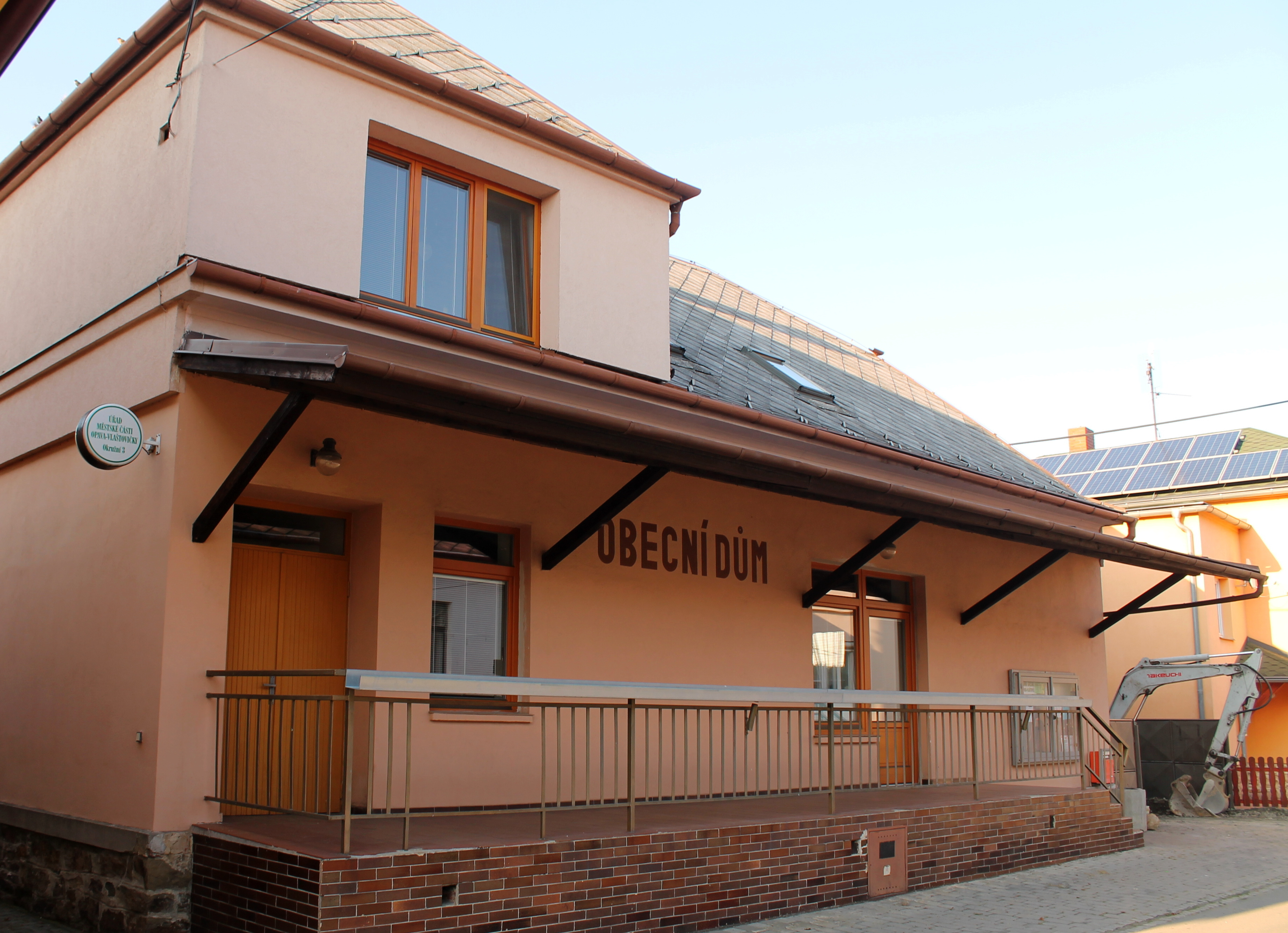
Úřad městské části v Jarkovicích